# Халатова, Мария Мироновна
Мария Мироновна Халатова (настоящая фамилия Халатян; 1870 — 5 октября 1960) — российская и советская актриса немого кино и театра. Одна из популярных актрис русского дореволюционного кинематографа. Заслуженная артистка РСФСР (16.05.1945). Мать актёра Виктора Халатова.

## Биография
Происходила из богатой армянской семьи. В юности за увлечение сценой ее лишили наследства. Её сценическая деятельность началась в 1893 году. Впервые ступила на сценические подмостки Житомирского театра. Работала в драматических театрах Москвы, Тифлиса, Харькова, Воронежа, Самары и десятках других.
В 1926 году играла в Самарском театре. В 1929–1934 годах — актриса новосибирского передвижного театра «Красный факел». Зимний сезон в 1929 году театр открыл в Свердловске. В театре, в силу возраста, ей доставались возрастные роли.  Актёр Евгений Матвеев в своей книге написал о ней так: «легендарная на периферии актриса — «старуха», фантастической детской непосредственности и обаяния».
В 1940 году Халатова была выбрана депутатом в Горсовет Новосибирска. В 1945 ей присвоили звание Заслуженной артистки РСФСР.
Умерла 5 октября 1960 года на 95 году жизни. Похоронена в Киеве на Байковом кладбище (участок № 8а) рядом с мужем, актером Михаилом Горским.

## Семья
Муж — Михаил Викторович Горский (Поросёнков), заслуженный артист РСФСР
Дочь — Наталья Михайловна Халатова (1899 г.р.), актриса Волковского театра в Ярославле
Сын — Виктор Михайлович Халатов (1901 г.р.), народный артист Украинской ССР
Сын — Николай Михайлович Халатов (Поросёнков) , актер.

## Творчество

### Роли в театре
- «Не было ни гроша, да вдруг алтын» А. Н. Островского — жена Крутицкого
- «Таланты и поклонники» А. Н. Островского — Домна Пантелеевна
- «Егор Булычёв» М. Горького — знахарка
- «Зыковы» М. Горького — Целованьева
- «Чужой ребёнок» В. В. Шваркина — Караулова
- «Чудесный сплав» В. М. Киршона — уборщица

### Фильмография
- 1918 — Клятвой спаянные — мать Нери
- 1917 — Карьера жандармского ротмистра Позёмкова
- 1916 — Дикая сила — тетя Басси
- 1916 — Путаница
- 1915 — После смерти — мать Зои
- 1915 — Любовь статского советника — мать Лолы
- 1915 — Леон Дрей — мать Леона
- 1914 — Господин директор флиртует — жена Кисточкина